# Hymenophyllum plumosum
Hymenophyllum plumosum är en hinnbräkenväxtart som beskrevs av Georg Friedrich Kaulfuss. Hymenophyllum plumosum ingår i släktet Hymenophyllum och familjen Hymenophyllaceae. Inga underarter finns listade.